# Embrujo antillano
Embrujo antillano es una película musical mexicana-cubana filmada en 1946 y estrenada en 1947, producida, escrita y dirigida por Juan Orol, y protagonizada por María Antonieta Pons y Blanquita Amaro. 

## Argumento
Una joven cansada de trabajar en el cultivo del tabaco con su padre en Pinar del Río, Cuba, decide ir a La Habana para probar suerte, pero luego de varios tropiezos termina trabajando en una fábrica de tabaco. Estando allí, se enamora de uno de los dueños, un joven que recién llegaba al país después de varios años de estudios en el extranjero. Pero este joven estaba comprometido con la hija de su socio, y aquí comienza una lucha entre las dos, que termina con un final inesperado.

## Reparto
- María Antonieta Pons
- Blanquita Amaro
- Ramón Armengod
- Kiko Mendive

## Comentarios
La película formó parte de un plan de un productor estadounidense, Geza P. Polaty para llevar a la rumbera María Antonieta Pons al mercado de su país. El equipo de filmación era bilingüe, a excepción de los músicos, que incluían a los compositores Osvaldo Farrés y Julio Brito, los cuales compusieron las canciones de esta cinta. La película, de dudosa calidad artística, resultó un taquillazo. La cinta fue también la última colaboración fílmica entre Juan Orol y su segunda esposa y musa, María Antonieta Pons.
La cinta también es mencionada en la cinta biográfica sobre Juan Orol, El fantástico mundo de Juan Orol (Sebastián del Amo, 2012).